# Richard Kurt Donin
Richard Kurt Donin (ur. 4 czerwca 1881 w Wiedniu, zm. 1 maja 1963 tamże) – austriacki prawnik i historyk sztuki. Studiował prawo na Uniwersytecie Wiedeńskim (doktorat w 1904), później historię sztuki i archeologię (doktorat z filozofii w 1913). W drugiej połowie lat 40. został profesorem na Höhere Graphische Bundes-Lehr- und Versuchsanstalt. Autor prac z zakresu historii sztuki: Romantische Portale (1915), Die Kartause Gaming (1915), Die Bettelordenskirche in Österreich (1935), Das Bürgerhaus der Renaissance in Niederösterreich (1944) i Vincenzo Scamozzi und der Einfluß Venedigs auf die Salzburger Architektur (1948). Członek korespondent Austriackiej Akademii Nauk.